# Wasted Talent
Wasted Talent is de twintigste aflevering uit seizoen twee van de Amerikaanse animatieserie Family Guy. Deze aflevering werd aldaar voor het eerst uitgezonden op 25 juli 2000. De uitzending was een soort parodie op de film Charlie and the Chocolate Factory.

## Verhaal
Peter Griffin zit met een paar vrienden televisie te kijken in een bar tot er een reclame tevoorschijn komt, deze reclame is bedoeld als promotie van een biermerk. Bij dit biermerk is een actie op touw gezet, in vier flesjes zit een zilveren kaart waarmee je een rondleiding door de fabriek kan winnen.
Lois Griffin is een met meisje aan het oefenen met pianoles voor een wedstrijd, alleen maakt ze zich zorgen. Ze is bang om voor de zoveelste keer te gaan verliezen. Op een dag komt Lois erachter dat Peter goed kan piano spelen als hij dronken is en ze stuurt hem naar de wedstrijd.